# Моріс Грін
Моріс Грін (англ. Maurice Greene; нар. 23 липня 1974, Канзас-Сіті, Канзас, США) — американський легкоатлет, що спеціалізується на спринті, дворазовий олімпійський чемпіон 2000 року, срібний та бронзовий призер Олімпійських ігор 2004 року, п'ятиразовий чемпіон світу.

## Кар'єра
| Рік             | Змагання                     | Місто                | Місце           | Дисципліна            | Примітки        |
| Представник США | Представник США              | Представник США      | Представник США | Представник США       | Представник США |
| --------------- | ---------------------------- | -------------------- | --------------- | --------------------- | --------------- |
| 1995            | Чемпіонат світу в приміщенні | Барселона, Іспанія   | 4               | біг на 60 метрів      | 6.59            |
| 1995            | Чемпіонат світу              | Гетеборг, Швеція     | 6 (чвертьфінал) | біг на 100 метрів     | 10.35           |
| 1995            | Чемпіонат світу              | Гетеборг, Швеція     | —               | естафета 4×100 метрів | DNF             |
| 1997            | Чемпіонат світу              | Афіни, Греція        | 1               | біг на 100 метрів     | 9.80            |
| 1997            | Чемпіонат світу              | Афіни, Греція        | —               | естафета 4×100 метрів | DNF             |
| 1999            | Чемпіонат світу в приміщенні | Маебасі, Японія      | 1               | біг на 60 метрів      | 6.42            |
| 1999            | Чемпіонат світу              | Севілья, Іспанія     | 1               | біг на 100 метрів     | 9.86            |
| 1999            | Чемпіонат світу              | Севілья, Іспанія     | 1               | біг на 200 метрів     | 19.90           |
| 1999            | Чемпіонат світу              | Севілья, Іспанія     | 1               | естафета 4×100 метрів | 37.59           |
| 2000            | Олімпійські ігри             | Сідней, Австралія    | 1               | біг на 100 метрів     | 9.87            |
| 2000            | Олімпійські ігри             | Сідней, Австралія    | 1               | естафета 4×100 метрів | 37.61           |
| 2001            | Чемпіонат світу              | Едмонтон, Канада     | 1               | біг на 100 метрів     | 9.82            |
| 2001            | Чемпіонат світу              | Едмонтон, Канада     | 1               | біг на 100 метрів     | 9.82            |
| 2003            | Чемпіонат світу              | Париж, Франція       | 7 (півфінал)    | біг на 100 метрів     | 10.37           |
| 2004            | Олімпійські ігри             | Афіна, Греція        | 3               | біг на 100 метрів     | 9.87            |
| 2004            | Олімпійські ігри             | Афіна, Греція        | 2               | естафета 4×100 метрів | 38.08           |
| 2005            | Чемпіонат світу              | Гельсінкі, Фінляндія | —               | естафета 4×100 метрів | DNF             |